# Agroenergie
Le agroenergie sono forme di energia ottenute da fonti rinnovabili provenienti dal settore agricolo. Queste includono, ad esempio, biogas, bioetanolo, biodiesel e biomasse solide. Le agroenergie sfruttano principalmente materiali organici derivati dalle piante, come colture dedicate alla produzione di energia (come il mais per il bioetanolo o la canna da zucchero per il biodiesel) o residui agricoli e forestali (come paglia, scarti di legno o letame) per la produzione di biogas. L'uso di agroenergie può contribuire alla diversificazione delle fonti energetiche, alla riduzione delle emissioni di gas serra e alla promozione di pratiche agricole sostenibili.

## Descrizione
L'Unione europea (EU) importa oltre il 50% dell'energia che utilizza. La dipendenza potrà diventare pari al 70% nel 2030 in mancanza di interventi significativi. La condizione deficitaria è notevole anche in Italia, nonostante la potenza installata (101 GW) sia quasi il doppio di quella consumata in fase di picco (58 GW): il nostro paese importa il 78% del fabbisogno energetico, che in larga parte è coperto da combustibili fossili. Il progressivo affermarsi di nuove tecnologie consente oggi di produrre energia rinnovabile dal comparto forestale: le agroenergie.
Questa forma di energia, recentemente, ha generato un dibattito piuttosto acceso fra i suoi sostenitori perché, pur valida sul piano ambientale, sta modificando sostanzialmente le scelte di politica agricola in molti Paesi del Terzo Mondo che stanno riducendo i terreni fertili destinati all'uso alimentare rispetto a quelli destinati alla produzione di vegetali ad uso energetico, con l'effetto di un aumento dei prezzi dei generi alimentari. Ovviamente ben diverso è il problema delle agroenergie che sono invece le forme di produzione di energia diverse dai biocarburanti.
Un esempio precipuo di utilizzi di agroenergie in Italia è dato dal teleriscaldamento a base di legna a Tirano (SO).

## Tipologie
Le agroenergie, come sottolineato in precedenza, comprendono una varietà di fonti rinnovabili provenienti dal settore agricolo. 

### Biogas

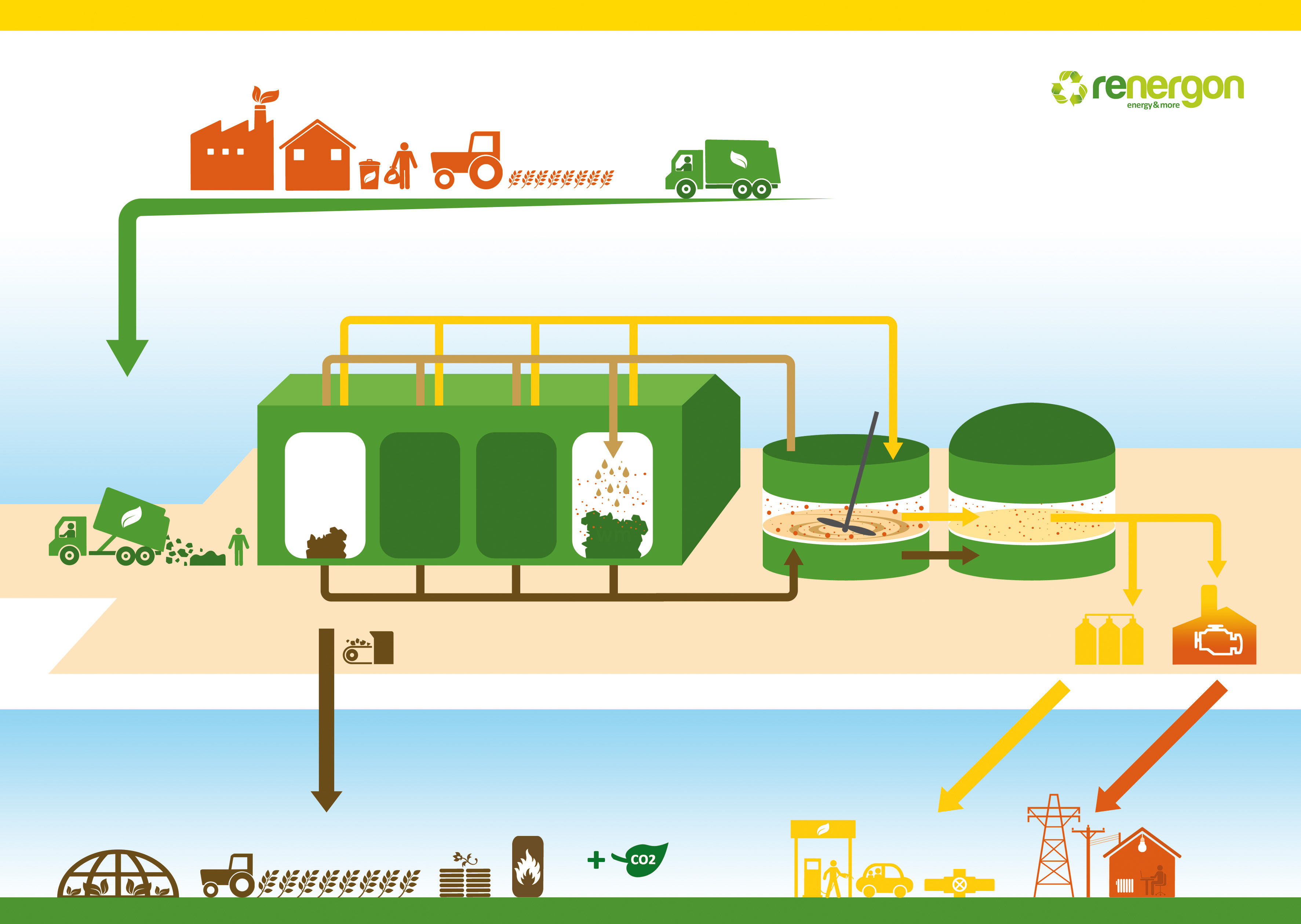
Impianto di biogas

Il biogas è un gas combustibile prodotto dalla decomposizione anaerobica della materia organica, come il letame animale, gli scarti agricoli, i residui alimentari e le biomasse dedicate. Il processo di produzione avviene in biodigestori, dove i microrganismi decompongono la materia organica in ambiente privo di ossigeno, generando biogas, principalmente composto da metano e anidride carbonica. Il biogas può essere utilizzato per la produzione di calore, energia elettrica o come combustibile per veicoli. 

### Bioetanolo
Il bioetanolo è un biocombustibile liquido ottenuto principalmente dalla fermentazione di carboidrati presenti in materie prime come mais, canna da zucchero, cereali e biomasse lignocellulosiche. Il processo di produzione prevede la trasformazione degli zuccheri presenti nelle materie prime in etanolo attraverso l'azione di lieviti o batteri. Successivamente, l'etanolo può essere distillato per aumentare la sua purezza. Il bioetanolo è utilizzato principalmente come additivo per benzina o come combustibile per veicoli in miscele con carburanti convenzionali.

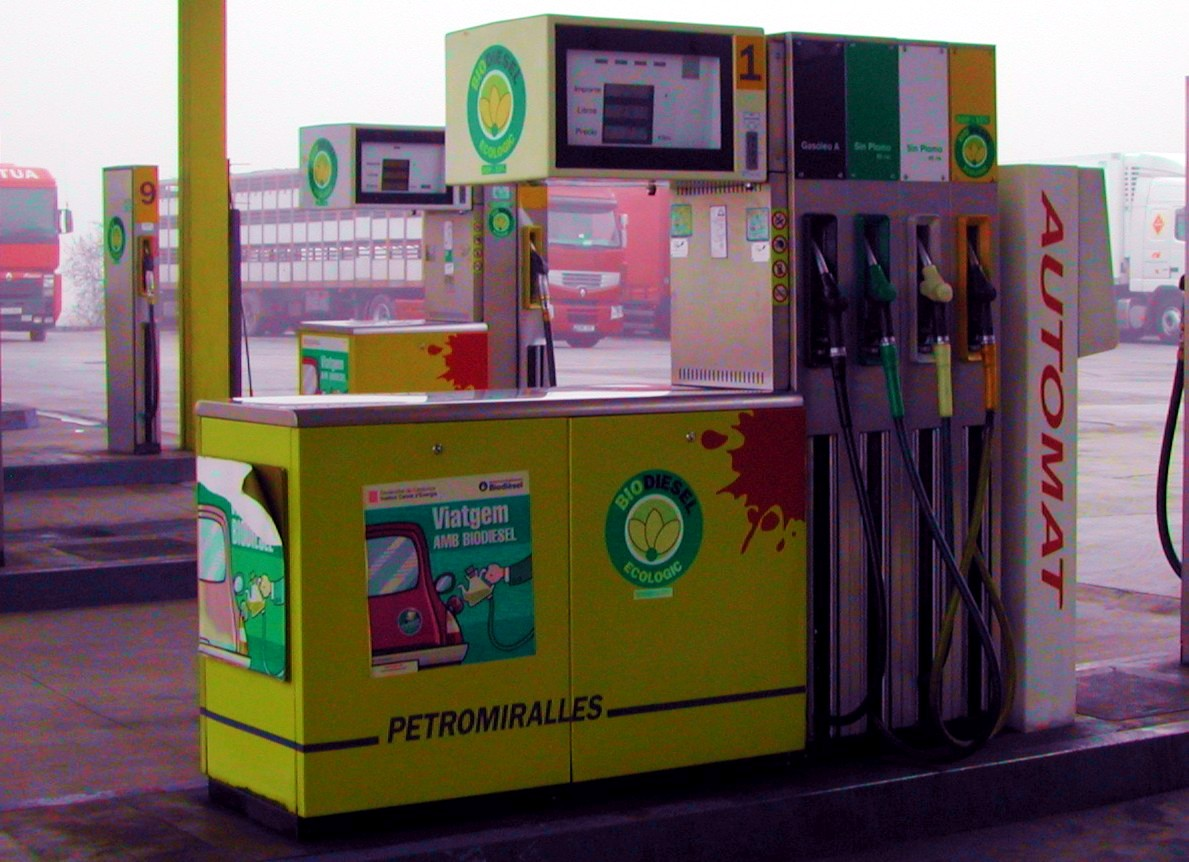
Un fornitore di biodiesel

### Biodiesel
Il biodiesel è un combustibile ottenuto dalla trasformazione di oli vegetali o grassi animali tramite reazioni chimiche con alcol metilico o etilico. Le materie prime più comuni per la produzione di biodiesel includono olio di colza, olio di soia, olio di palma e oli ricavati da alghe. Il processo di produzione coinvolge la transesterificazione, durante la quale gli oli vegetali vengono trattati con un catalizzatore alcalino per separare gli esteri di metile o etile dal glicerolo. Il biodiesel può essere utilizzato puro o in miscele con diesel convenzionale per alimentare motori diesel.

### Biomasse solide
Le biomasse solide includono una vasta gamma di materiali biologici come legno, paglia, segatura, scarti agricoli e forestali. Questi materiali possono essere utilizzati direttamente come combustibile per la produzione di calore e energia elettrica tramite processi di combustione, oppure possono essere sottoposti a processi di conversione termochimica come la pirolisi o la gassificazione per produrre gas di sintesi o carbone vegetale. Le biomasse solide sono utilizzate in applicazioni industriali, agricole e domestiche per il riscaldamento, la generazione di energia e la produzione di vapore.